# Schizomavella alexandriae
Schizomavella alexandriae är en mossdjursart som beskrevs av Charles Henry O'Donoghue och de Watteville 1939. Schizomavella alexandriae ingår i släktet Schizomavella och familjen Bitectiporidae. Inga underarter finns listade i Catalogue of Life.